# Bogsáner Zeitung
Die Bogsáner Zeitung war eine deutschsprachige Wochenzeitung, die von 1900 bis 1932 in Bokschan (rum. Bocșa, ung. Boksánbánya) in der Habsburgermonarchie und später im Königreich Rumänien erschienen ist. Ihr Vorgänger war die ebenfalls in Bokschan erscheinende Krassó-Szörényer Post (1892–1899). Die Bogsáner Zeitung bot ihren Lesern Lokalnachrichten, Meldungen aus dem In- und Ausland sowie ein Feuilleton und einen Inserateteil. Langjähriger Chefredakteur war Adolf Rosner. Die Zeitung überstand die Krisenzeit zu Ende des Ersten Weltkriegs und setzte ihr Erscheinen auch im großrumänischen Staat fort.